# Germaine Franco
Germaine Franco (Long Beach) is een Amerikaanse filmcomponiste, muzikante en muziekproducent.
Franco is in 1984 afgestudeerd met een bachelor- en een master's degree in muziek aan de Rice University's Shepherd School of Music. Ze is een veelzijdige componiste, orkestmusicus, elektronische muziekprogrammeur, multi-instrumentaliste en liefhebber van wereldmuziek. Franco is een componiste van filmmuziek en de eerste vrouw die een Disney-animatiefilm componeerde met Encanto uit 2021, waarmee ze werd genomineerd voor een Golden Globe en Oscar voor beste originele muziek.
Ze was ook de eerste Latina die de Annie Award ontving voor Outstanding Achievement for Music in an Animated Feature voor Coco uit 2017, die ze deelde met Michael Giacchino, Kristen Anderson-Lopez, Robert Lopez en Adrian Molina. Franco is de eerste Latina die lid werd van de muziektak van de Academy of Motion Picture Arts and Sciences.

## Filmografie
| Jaar | Titel                            | Opmerkingen     |
| ---- | -------------------------------- | --------------- |
| 1993 | La Carpa                         |                 |
| 2007 | 3 Américas                       |                 |
| 2012 | Margarita                        |                 |
| 2015 | Dope                             |                 |
| 2016 | Shovel Buddies                   |                 |
| 2018 | Tag                              |                 |
| 2018 | Public Disturbance               |                 |
| 2019 | Little                           |                 |
| 2019 | Someone Great                    |                 |
| 2019 | Dora and the Lost City of Gold   | met John Debney |
| 2019 | Curious George: Royal Monkey     |                 |
| 2020 | Work It                          |                 |
| 2020 | The Sleepover                    |                 |
| 2020 | Curious George: Go West, Go Wild |                 |
| 2021 | Encanto                          |                 |
| 2023 | The Mother                       |                 |

## Overige producties

### Computerspellen
| Jaar | Titel                     | Opmerkingen |
| ---- | ------------------------- | ----------- |
| 2014 | Book of Life: Sugar Smash |             |

### Televisiefilms
| Jaar | Titel                 | Opmerkingen     |
| ---- | --------------------- | --------------- |
| 1993 | Breaking Pan with Sol |                 |
| 2018 | Life-Size 2           |                 |
| 2018 | Chiefs                | met John Debney |

### Televisieseries
| Jaar | Titel           | Opmerkingen                      |
| ---- | --------------- | -------------------------------- |
| 2018 | Vida            |                                  |
| 2019 | The Casagrandes | 2019-2021, met Jonathan Hylander |

### Documentaires
| Jaar | Titel                | Opmerkingen |
| ---- | -------------------- | ----------- |
| 2009 | A Crushing Love      |             |
| 2010 | Visions of Aztlán    |             |
| 2013 | Living on One Dollar |             |
| 2017 | Walk with Me         |             |
| 2018 | The Unafraid         |             |

### Additionele muziek
Als additioneel componist.
| Jaar | Titel                 | Opmerkingen                               |
| ---- | --------------------- | ----------------------------------------- |
| 2009 | Entre nos             | voor Gil Talmi                            |
| 2014 | The Book of Life      | voor Gustavo Santaolalla                  |
| 2017 | Coco                  | voor Michael Giacchino                    |
| 2021 | Huize Herrie: de film | voor Christopher Lennertz en Philip White |

## Prijzen en nominaties

### Academy Awards
| Jaar | Titel   | Categorie        | Uitslag     |
| ---- | ------- | ---------------- | ----------- |
| 2022 | Encanto | Beste filmmuziek | Genomineerd |

### Golden Globe Awards
| Jaar | Titel   | Categorie        | Uitslag     |
| ---- | ------- | ---------------- | ----------- |
| 2022 | Encanto | Beste filmmuziek | Genomineerd |

### Grammy Awards
| Jaar | Titel   | Categorie                                     | Uitslag  |
| ---- | ------- | --------------------------------------------- | -------- |
| 2023 | Encanto | Beste partituur soundtrack voor visuele media | Gewonnen |

## Hitlijsten

### Albums
| Album met eventuele hitnotering(en) in de Nederlandse Album Top 100 | Datum van verschijnen | Datum van binnenkomst | Hoogste positie | Aantal weken | Opmerkingen                         |
| ------------------------------------------------------------------- | --------------------- | --------------------- | --------------- | ------------ | ----------------------------------- |
| Encanto                                                             | 19-11-2021            | 01-01-2022            | 4               | 24           | met Lin-Manuel Miranda / soundtrack |

| Album met hitnotering(en) in de Vlaamse Ultratop 200 albums | Datum van verschijnen | Datum van binnenkomst | Hoogste positie | Aantal weken | Opmerkingen                         |
| ----------------------------------------------------------- | --------------------- | --------------------- | --------------- | ------------ | ----------------------------------- |
| Encanto                                                     | 19-11-2021            | 01-01-2022            | 8               | 40           | met Lin-Manuel Miranda / soundtrack |